# Pteris amoena
Pteris amoena là một loài thực vật có mạch trong họ Pteridaceae. Loài này được Blume miêu tả khoa học đầu tiên năm 1828.